# 油揚げ

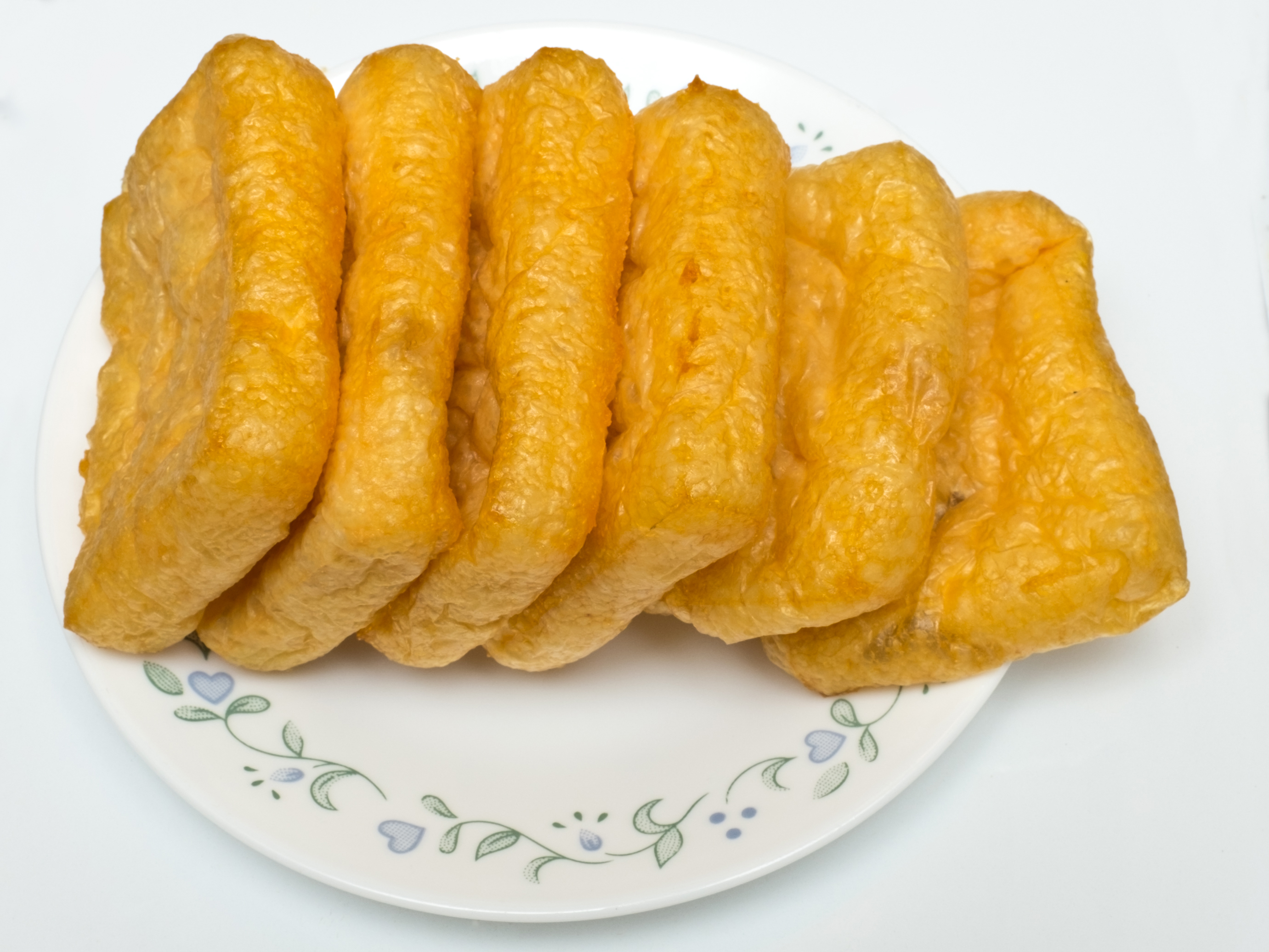
油揚げ

油揚げ（あぶらあげ、あぶらげ）は、薄切りにした豆腐を油で揚げた食品。厚揚げ（生揚げ）とは異なり、薄切りをした豆腐を使用するので内部まで揚がっている。「あげ」（または女房詞が付いて「おあげ」とも）と略されることもある。別称は「稲荷揚げ」「狐揚げ」「寿司あげ」。厚揚げに対して「薄揚げ」と呼ぶ地域もある。

## 概要

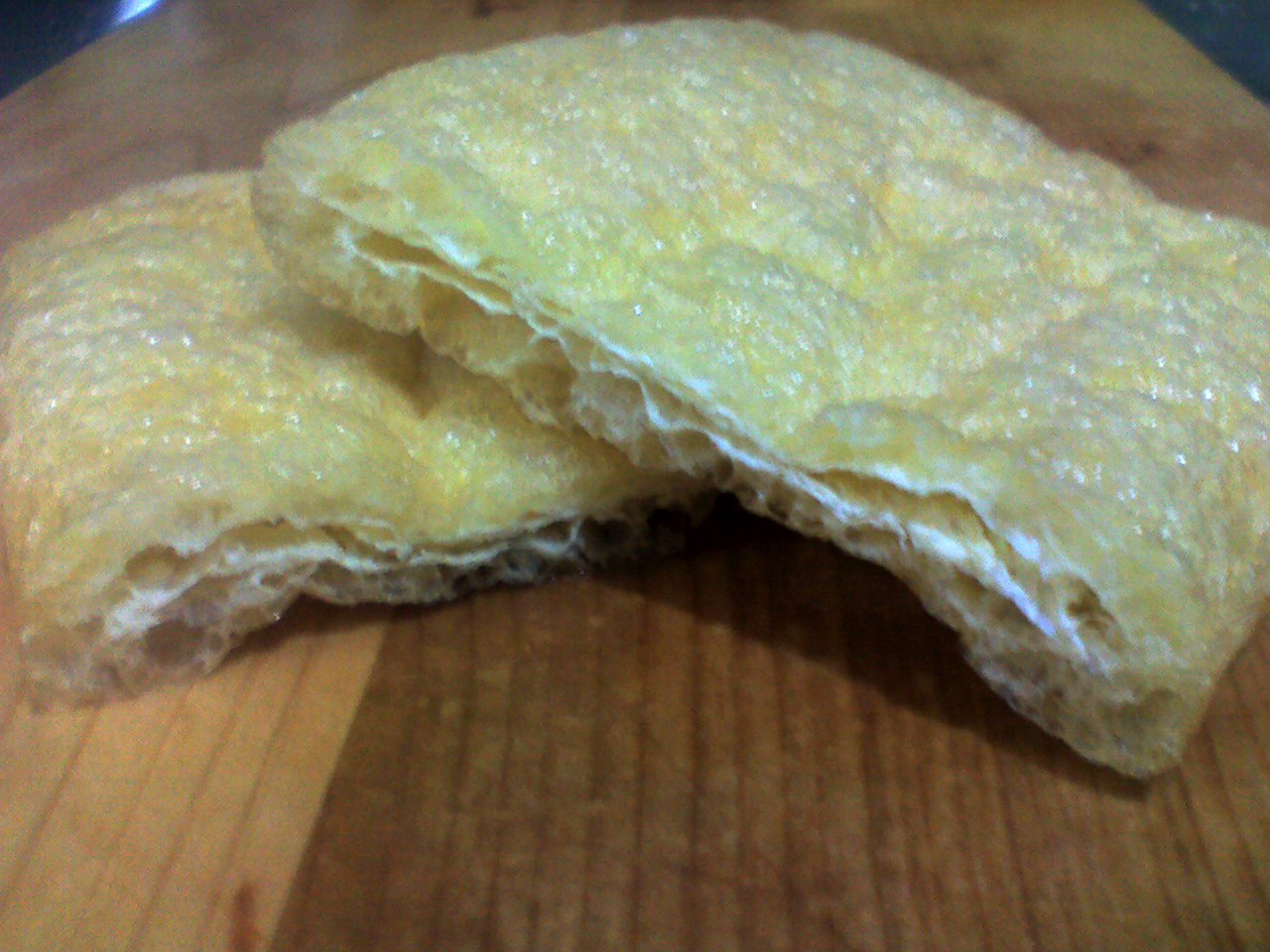
油揚げの断面

油揚げは豆腐を薄く切って油で揚げたものとして説明されるが、普通の豆腐の製造法と違った方法で豆腐を作り、これを適温の油で揚げて製造される。具体的には、豆腐の前段階である「ご（大豆汁）」の加熱を控えめにし、その豆乳を激しく攪拌しながら凝固物にする。凝固物を型箱に入れて圧搾し、水分85％前後の豆腐を作り、豆腐の重量が原料大豆の2倍くらいになるまで水を絞る。その後、低温の油に生地を投入して2～3分間揚げて生地を膨化進展させた後、高温の油に移して表面の水分を蒸散させる。大豆たんぱく質の性質を合理的に使った方法として評価される。
2度揚げのうち、1度目の加熱で脱水され、タンパク質が固まった部分を水蒸気が通り抜けて逃げ、穴が開き、全体が膨らむ。2度目の加熱で、タンパク質の皮膜ができ、穴が塞がるので、冷めてもしぼまずにスポンジ状になる。

## 地域ごとの油揚げの種類
油揚げの大きさ、形状、厚みは、豆腐と同様で地域によって差がある。
- 宮城県の定義山の三角油揚げ（三角定義あぶらあげ）は、比較的大きく厚く、1日で1万枚を売る日もある[4]。
- 山形県鶴岡市（庄内地方）では、一般に油揚げといえば厚揚げを指し、油揚げのことは「薄揚げ」または「皮揚げ」という。
- 新潟県長岡市栃尾地域で作られる豆腐の油揚げは、地元では「あぶらげ」と呼ばれており、標準的なものよりも厚手で生揚げとほぼ変わらない厚みがある[5]。
- 岐阜県飛騨地方では、醤油や味噌などのたれにつけた「味付けあげ」「あげづけ」が製造・販売されている。下呂市で昔、売れ残った油揚げを無駄にしないために始まったという[6]。
- 福井県坂井市丸岡町 竹田地区では、大正時代 より現在まで、通常より大きいサイズの油揚げがよく食べられている。福井県は浄土真宗が多く、真宗の報恩講では必ず油揚げ料理が添えられるため、これが一般家庭に広がったと考えられる[7]。
- 奈良県の「大和あげ」は、専用に作った直方体の豆腐を斜めに切り、五面体にして揚げたものである。厚い部分は中に豆腐が残り、薄い部分は揚げになる。豆腐と油揚げが一度に味わえ、煮たり焼いたりして好みの調理法で食べられる[8]。
- 愛媛県松山市には、水分を極力抜いて保存性を上げた油揚げ「松山あげ」がある。また、熊本県玉名郡南関町にも同様の「南関あげ」がある。いずれも常温で3か月の長期保存が可能[9][10]。

- 定義山の三角油揚げ
- 栃尾の油揚げ
- 大和あげ

## 料理

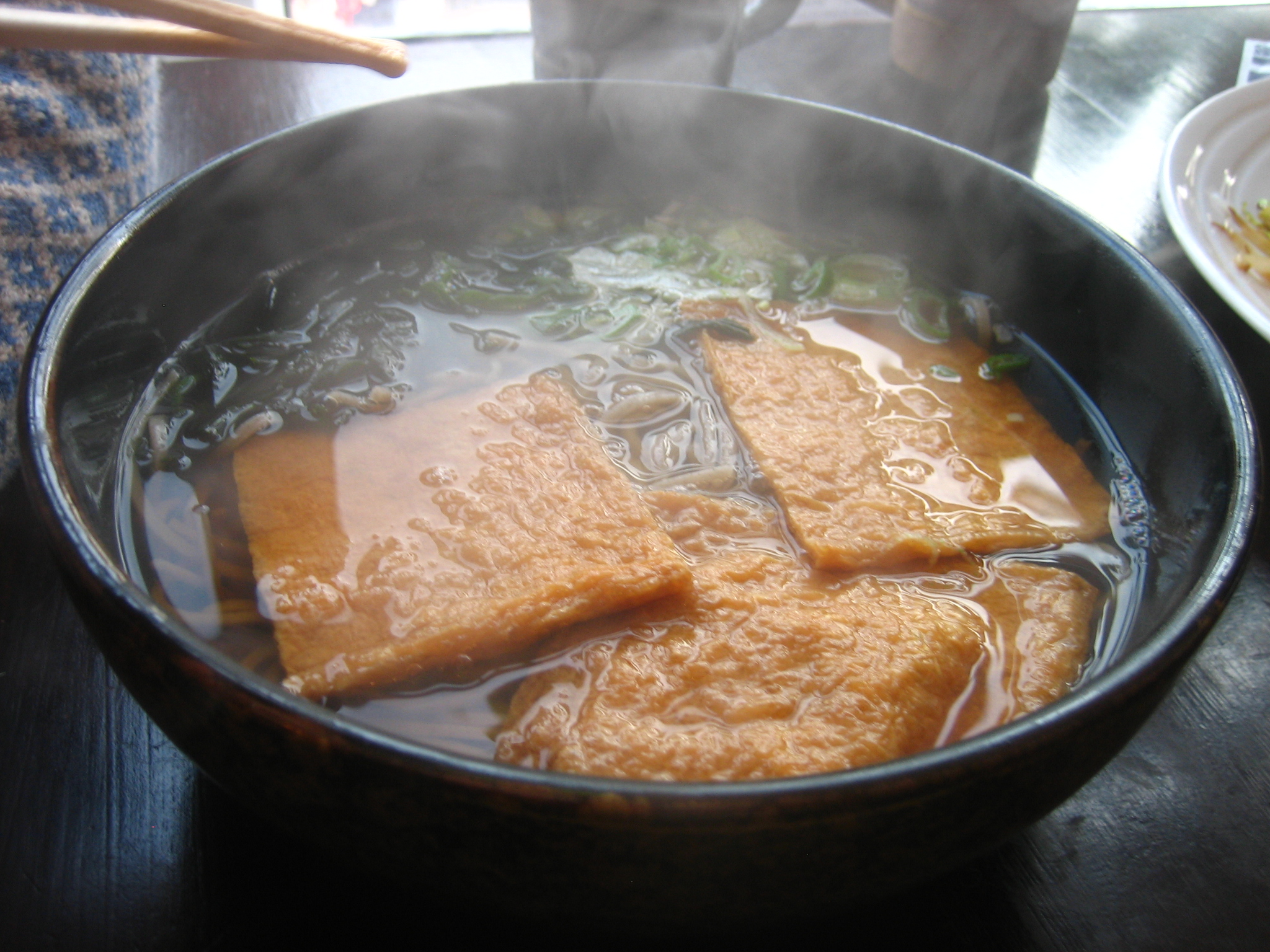
きつね蕎麦

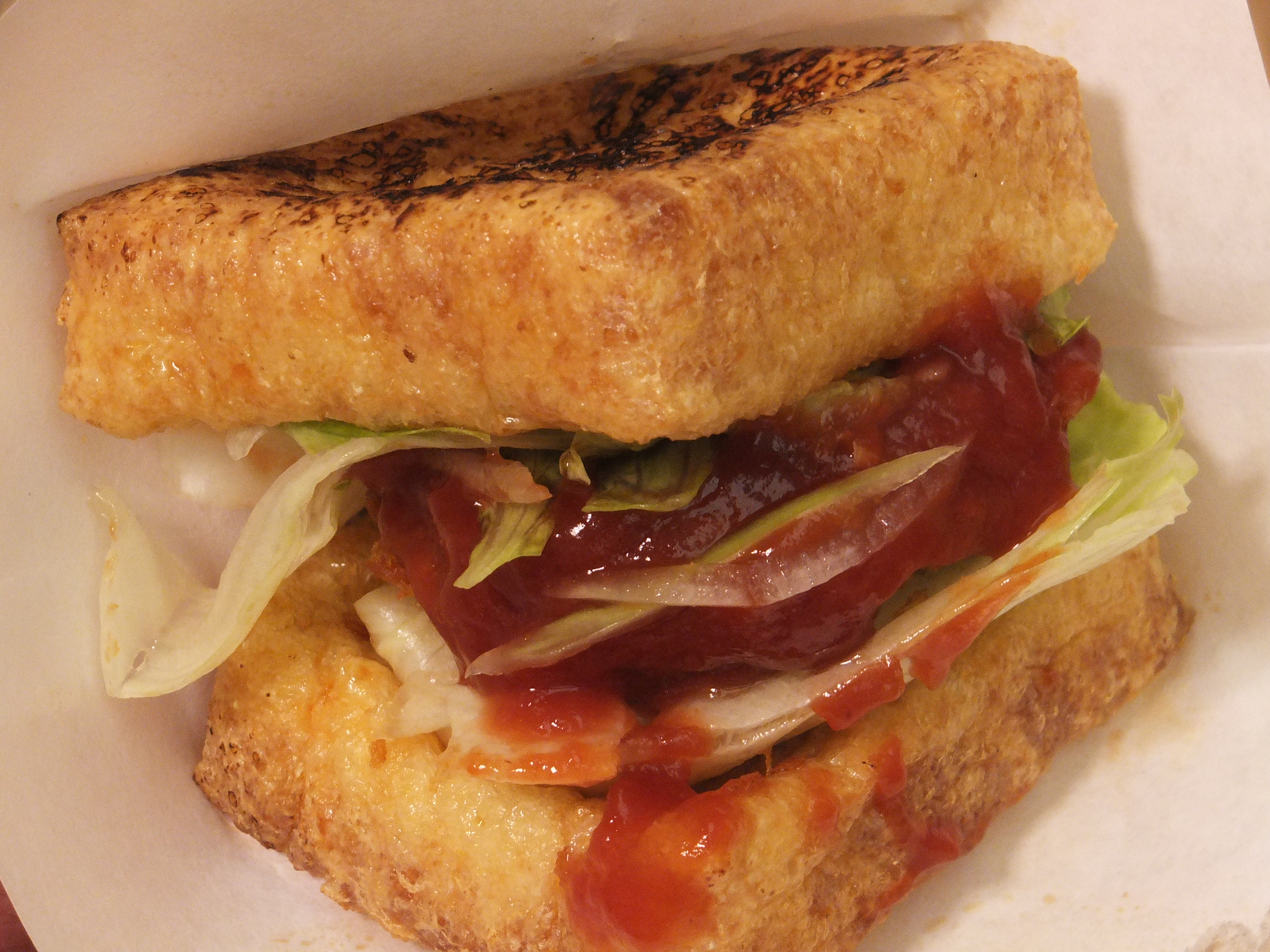
豊川市のご当地グルメ「おきつねバーガー」

油揚げは調理前にゆでるか熱湯をかける「油抜き」をしてから料理に用いられることが多い。これにより油臭さが取り除かれて調味料の吸収がよくなる。下ゆでは切ってからだと切り口から油を吸収してしまうため切る前に行う。なお、油揚げは冷凍庫で冷凍すると長期保存できる。
油揚げを用いた食べ物について「しのだ」と呼称されることがある。漢字では「信太」のほか「信田」あるいは「志乃田」とも表記される。これは信太の森の伝説にちなんだものである（葛の葉を参照）。

### 種類
- きつねそば、きつねうどん
- きつね丼
- 味噌汁
- 煮物
- 炊き込みご飯
- 稲荷寿司
- おでん
- 信田巻き（信太巻き、しのだまき）油揚げの中に肉や野菜を入れて巻いた料理。
- 志の田うどん - 細切りにした油揚げを加える事が多い。
- はさみ焼き - 具をはさんだ油揚げを焼いた料理。納豆や挽肉、チーズなどをはさむ。居酒屋などで出される。

油揚げそのままで、コンロの火でさっと炙って湿気を抜き、醤油を付けてパリパリとした食感を楽しむ場合もある。

### 巾着
油揚げの内部に具材を詰め、口を爪楊枝で閉じるかカンピョウで縛ったものを、その形状が似ていることから巾着（きんちゃく）と呼ぶ。おでんや煮物の具として使用されることが多い。
- 餅巾着 - おでんの具としては餅を中に詰めることが多く「餅巾着」と呼ばれる。稀にすり身やしんじょ（真薯、真蒸）が用いられる場合もある。
- 五目巾着 - 煮物としてはさまざまな季節の食材を中に入れる。鶏肉、ニンジン、タケノコ、インゲン、高野豆腐、キクラゲ、レンコン、シイタケ、ギンナンなどがおもな具であり、これらを詰めたものを五目巾着と呼ぶ。

なお、油揚げを裏返して具を詰めて調理したものは「裏巾着」と呼ぶことがある。稲荷寿司にも裏返しで詰めたものがある（長野県の「からしいなり」など）。
巾着は東京本郷の「呑喜」で開発されたといわれる。「呑喜」の主人曰く、本来は季節の数品目を入れ、袋からつまみつつ日本酒をゆっくり飲めるように考案されたが、腹が減ってたちまち平らげる学生客のため、牛肉やしらたきなどの具入りに移行したという。

## 文化
- 突然大事な物をさらわれることを例えて「トンビに油揚げをさらわれる」と称する。
- 俗に「キツネの好物」とされ、稲荷神では、神様のお使いである狐に油揚げを供える。 日本では古くから農耕を行っており、農作物を荒らすネズミはとても迷惑な存在だった。いっぽう狐は、害獣ネズミを食べてくれるとてもありがたい存在だったことから、狂言の｢釣狐｣が描いているように、狐の巣穴の前に好物であるネズミを油で揚げた「ネズミの油揚げ」を置く習慣ができた。その後、肉食殺生を嫌う仏教の影響で、次第に大豆を油で揚げた「油揚げ」を供えるようになっていったと考えられている[18]。
- なお、狐だけでなく猫にも油揚げを好むものがいるが、与え過ぎなければ猫に油揚げを与えても問題はない[19]。